# Маркузон, Владимир Фёдорович
Владимир Фёдорович Маркузон (3 мая 1910, Пенза — 19 июня 1982, Коктебель, Крымская область) — советский архитектор, историк и теоретик архитектуры. Кандидат архитектуры (1954). Лауреат Государственной премии СССР (1979).

## Биография
Владимир Маркузон родился 3 мая 1910 года в Пензе. В 1936 году окончил Московский архитектурный институт. В 1939 году вступил в Союз архитекторов СССР.
С 1936 по 1940 работал в Связьпроекте, где выполнял проекты типовых домов, отделений связи, объектов телефонно-телеграфной магистрали Москва-Хабаровск. В 1940—1941 и в 1943—1945 годах учился в Институте аспирантуры Академии архитектуры СССР. В 1942—1943 годах работал в Киргоспроекте, где проектировал цеха для эвакуированных в Фрунзе (Бишкек) заводов. С 1945 года — старший научный сотрудник ЦНИИТИА. В 1954 году защитил кандидатскую диссертацию на тему «Классическая ордерная система и некоторые вопросы теории и творческой практики советской архитектуры».
Принимал участие в работе над 12-томным изданием «Всеобщая история архитектуры». Написал ряд глав и разделов (Греция, Италия, Возрождение, барокко, классицизм. Являлся членом главной редколлегии и редактором томов (2 — Греция, 5 — Италия). За работу над «Всеобщей историей архитектуры» в 1979 году был удостоен Государственной премии СССР.
Опубликовал более 60 научных трудов. Среди них статьи по теории и истории архитектуры, по теории архитектурной композиции: «Метафора и сравнение в архитектуре», «Тектоника. Каркасная система», «О закономерностях развития и семантике архитектурного языка» и другие. Был автором и консультантом по западно-европейской архитектуре Большой советской энциклопедии, Краткой художественной энциклопедии, Белорусской советской энциклопедии, популярной художественной энциклопедии и других.
С 1971 по 1978 год был на пенсии. В 1979—1981 годах работал в ВНИИТЭ. С конца 1981 года — на пенсии.
Жил в Москве по адресу: Малая Грузинская улица, 25. Умер от приступа астмы 19 июня 1982 года в Коктебеле на даче, ранее принадлежавшей А. Г. Габричевскому.

## Семья
Жена — Анна Ивановна Опочинская (1914—1998) — архитектор.